# أنوون داي غن
الأمير العظيم آنوون (안원대군 | 安原大君) هو ثاني أكبر أبناء الملك موغجو ملك جوسون التشوجوني (목조 | 穆祖) من الملكة هيوغونغ , له خمسة إخوة أشقاء , اسمه الشخصي هو يي جن (이국서 | 李國瑞) , اسمه بعد الوفاة : تشنغجانغ (충장 | 忠壯) .
هاجر مع عائلته , ووصل إلى مناصب عليا في بلاط مملكة يوان . خدم كمسؤول بسيط , وغير مسرف في أموره . في 3 ديسمبر 1872 رفع الإمبراطور غوجونغ (고종 광무제 | 高宗光武帝) , (السنة التاسعة من حكم الملك) مرتبته إلى تشوجون .

## الأسرة

### الأقارب
- الأب : الملك موغجو , (목조 | 穆祖) .
- الأم : الملكة هيوغونغ من عشيرة يي , (효공왕후 이씨 | 孝恭王后 李氏) .
- الإخوة :
  -     - الأمير العظيم آنتشون , (안천대군 | 安川大君) , يي وسون , (이어선 | 李於仙) , أخ شقيق .
    - الأمير العظيم آنبنغ , (안풍대군 | 安豊大君) , يي جنغ , (이정 | 李精) , أخ شقيق .
    - الملك العظيم يغجو , (익조대왕 | 翼祖大王) , يي هاينغري , (이행리 | 李行里) , أخ شقيق .
    - الأمير العظيم آنتشانغ , (안창대군 | 安昌大君) , يي مايبل , (이매불 | 李梅拂) , أخ شقيق .
    - الأمير العظيم آنهينغ , (안흥대군 | 安興大君) , يي غوسو , (이구수 | 李球壽) , أخ شقيق .

### العائلة
- الزوجة : بيونغسان من عشيرة شن (평산신씨 | 平山申氏) .
- الأبناء :
  - الأمير بيونغهاي (평해군 | 平海君) , اسمه عند الولادة : يي شي (이시 | 李施) , الابن الأول .
  - الأمير دونغهاي (동해군 | 東海君) , اسمه عند الولادة : يي بوها (이보하 | 李輔夏) , الابن الثاني .

## أحفاد
- يي جيما (이제마) , (ولد في 1837 ومات في 1900) .
- يي غوانغسو (이광수) , (ولد في 1892 ومات في 1950) .
- يي يونغون , (이영근) , (ولد في 4 فبراير 1924 ~ على قيد الحياة) .